# Альбертський університет

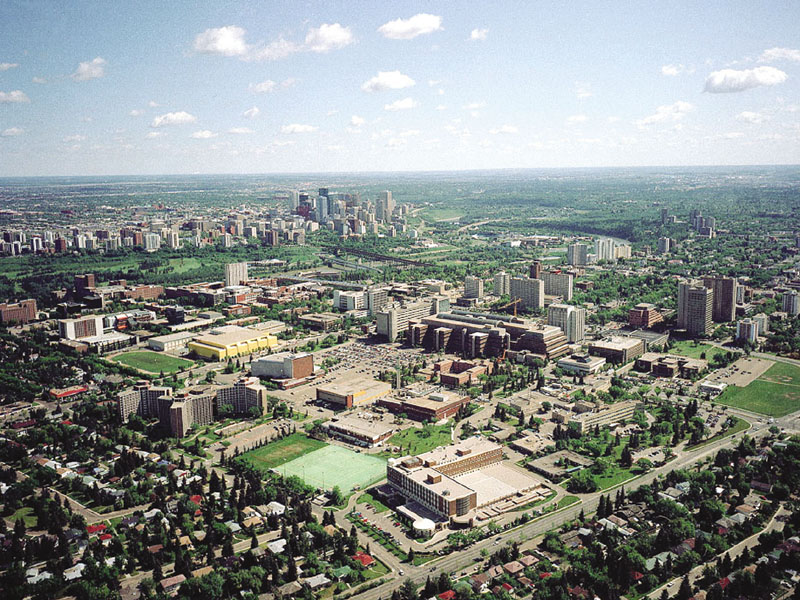
Альбертський університет, за річкою — центр Едмонтона

Альбертський університет (англ. The University of Alberta (U of A)) — провінційний громадський науково-дослідницький університет розташований в Едмонтоні, Альберта, Канада.
Університет, заснований у 1908, налічує нині більш ніж 39 200 студентів і наукових співробітників, що підносить його до п'ятірки найбільших університетів у Канаді. Головний корпус розміщено у 50-ти міських кварталах;  більше 90 будівель розташовано у центрі міста Едмонтону вздовж річки Північний Саскачеван.
В університеті є нині близько 400 дослідницьких лабораторій і друга за бібліотечними фондами університетська бібліотека в Канаді. Є і солідні медичні й інженерні програми; UofA продовжує розбудовувати найсучасніші лабораторії у нанотехнологіях, нафтовій інженерії, електрокомунікаціях.
Альбертський університет постійно визнається одним із найкращих у Канаді. Заклад входить до спілки 15 провідних дослідницьких університетів країни.
Найбільші його факультети: гуманістичних та загальних наук, інженерний, медичний та стоматологічний, юридичний, педагогічний, аграрний, фармакологічний та фармацевтичний, менеджменту й підприємництва (бізнес), та фізкультури. Окремо франкомовний фр. Faculté Saint-Jean — та Школа індіанознавства.
В Альбертському університеті функціонує Освітній Центр Української Мови . На факультеті мистецтв викладається українська мова й література (Ukrainian Language & Literature Program) та українська фольклористика. Окремий проєкт підтримки українських двомовних шкільних програм існує під назвою «Портал українознавства».

## КІУС
При університеті з 1976 року діє Канадський інститут українських студій (КІУС, англ. Canadian Institute of Ukrainian Studies, CIUS) — осередок українознавчих студій, який веде науково-дослідну та видавничу діяльність з української та українсько-канадської тематики.

## Українці

### Викладачі
- Богдан Боцюрків
- Наталя Кононенко[31][32]
- Валентина Курилів

### Випускники
- Любослав-Антін Байрок[33]
- Андрій Дещиця
- Любомир Романків